# マジッククッキー
コンピューティングにおいて、マジッククッキー（英語: magic cookie）、または単にクッキー（cookie）とは、通信プログラム間で受け渡されるデータのトークンまたは短いパケットのことであり、通常、受信側プログラムにとってそのデータは意味を持たない。その内容はOpaque（不透明）で、通常、受信者がクッキーデータを送信者に返すか他のプログラムに渡すまで解釈されない。
クッキーはチケットのように使用されることが多く、特定のイベントやトランザクションを識別するために使用される。
場合によっては、受信側プログラムは2つのクッキーが同等かどうかを有意に比較できる。

## 初期の利用
マジッククッキーという用語は、標準Cライブラリのfseek関数のmanページにあり、少なくとも1979年まで遡ることができる。
- "ftell returns the current value of the offset relative to the beginning of the file associated with the named stream. It is measured in bytes on UNIX; on some other systems it is a magic cookie, and the only foolproof way to obtain an offset for fseek."[2][3]

- "ftellは、指定されたストリームに関連付けられているファイルの先頭からのオフセットの現在の値を返す。UNIXではバイト単位である。他のシステムでは、それはマジッククッキーであり、fseekのオフセットを取得するための唯一の絶対確実な方法である。

## トークンとしてのクッキー
クッキーは、実生活において手荷物預かり所（クロークルーム）で手荷物と引き換えに渡されるトークン（引き換え券）のアナロジーである。トークン自体には本質的な意味はないが、その一意性により、預かり所に戻ったときに自分の手荷物と交換することができる。トークンが提示されたときに預かり所のスタッフ（送信者）がそれに対応する手荷物を見つける方法は、手荷物の持ち主（受信者）にとっては重要ではないため、トークンは不透明である。
クッキーは、多くのコンピュータアプリケーションでトークンを識別するために使用されている。Webサイトにアクセスすると、Webサーバは自分のコンピュータにHTTP cookieを残すことがある。これは、Webサイトに戻ったときにIDを認証するために使用される。
クッキーは、X Window Systemで使用される最も一般的な認証方法の構成要素である。